# Пінцирування

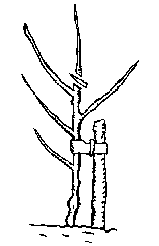
Обрізка пагона-лідера у молодому віці дерева дозврляє провокувати утворення 2-3 пагонів лідерів, більше згущення крони

Пінцирування або прищипування (нім. pinzieren — видаляти кінець) — видалення верхівки ростучого пагона з метою стимуляції розвитку бічних пагонів, з метою формування крони, або для підвищення плодоношення. У випадку, коли видаляється кінчик центрального кореня, процедура називається пікірування.

## Призначення

### Овочівництво
Навіть однорічна рослина зазвичай намагається витрачати максимум зусиль  на вибивання довго пагону який буде знаходитись світло для розростання.  Після того як рослина досягла потрібної  висоти або довжини (наприклад, кавуни, кабачки, огірки)  продовження росту центрального пагону можеш бути недоречним з точки зору  ефективності плодоношення який можуть  надсікати.

### Лісівництво
Пінцерування є початковим етапом формування крони майбутніх плодових та декоративних дерев. Передумовою є те, що дерево яке росте на безвітряному просторі серед інших рослин зазвичай є струнким, має єдиний високий центральний пагін, який намагається швидше пробитися до світла; і навпаки, дерево яке росте на добре освітленій ділянці, часто подразнюється вітром зазвичай має вкорочений пагін , короткі гілки, кремезний стовбур та більш розпущену крону. Вкорочення центральних пагонів дозволяє дочасно спровокувати утворення декількох пагонів лідерів, повторно обрізаючи які, можна спровокувати розростання бажаних бічних гілок.